# Rivière Grand-Mère
Rivière Grand-Mère är ett vattendrag i Kanada.   Det ligger i provinsen Québec, i den sydöstra delen av landet, 270 km nordost om huvudstaden Ottawa.
I omgivningarna runt Rivière Grand-Mère växer i huvudsak blandskog. Runt Rivière Grand-Mère är det ganska glesbefolkat, med 50 invånare per kvadratkilometer.